# Suffren (1926)
Suffren byl francouzský těžký křižník stejnojmenné třídy. Křižník se účastnil druhé světové války.
Po francouzské kapitulaci Suffren kotvil v Alexandrii, kde musel být po vyjednávání s Brity odzbrojen a internován (měl zde odzbrojený kotvit až do konce války). Po zániku vichistické Francie se Suffren 30. května 1943 vrátil na stranu spojenců, byl reaktivován a modernizován v USA. Do konce války poté sloužil v silách Svobodných Francouzů. Loď se poté zapojila do první fáze Indočínské války. V roce 1949 byl převeden do rezervy a v roce 1962 vyřazen. Sešrotován byl v roce 1974.